# Українсько-німецький словник
«Українсько-німецький словник» (в оригиналі «Малору́ско-нїме́цкий слова́р») — українсько-німецький словник, виданий 1886 року у Львові в 2 томах. Упорядкували Євген Желехівський та Софрон Недільский.

## Історія

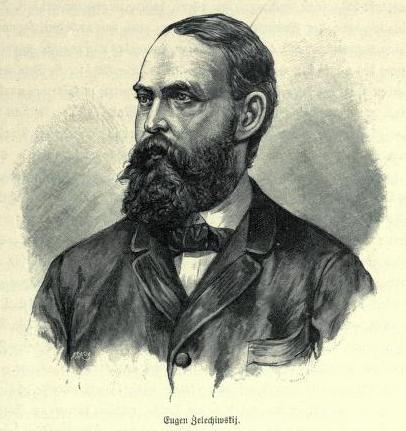
Євген Желехівський

Із 1882 року окремими випусками почав виходити друком у Львові «Малоруско-нїмецкий словар» Є. Желехівського. Перший том (А — О) упорядкував сам Є. Желехівський, а другий (П — Я) — за його матеріалами, із деякими доповненнями, упорядкував і видав уже сам С. Недільський. Повністю словник у двох томах вийшов 1886 року.
У другій половині XIX столітті словник Є. Желехівського та С. Недільський після «Німецько-руського словаря» О. Й. Партицького на Заході України був другою спробою зібрати й опублікувати лексичні скарби української мови. Якщо словник О. Й. Партицького був німецько-українським, то словник Є. Желехівського — українсько-німецьким. «Малоруско-нїмецкий словар» не тільки популяризував і підносив гідність української мови, а й допомагав уже через неї вивчати німецьку.
Із появою «Малоруско-нїмецкого словаря» язичіє, як макаронічна мова, у Галичині остаточно було витіснено з ужитку. Письменники, як-от І. Я. Франко, почали писати українською мовою.

### Правопис
Саме для «Малоруско-нїмецкого словаря» Желехівський створив власний фонетичний правопис — так звану желехівку. З ініціативи Степана Смаль-Стоцького її було запроваджено 1892 року до обов'язкового вжитку в шкільництві й урядовім діловодстві Австро-Угорщини, замість максимовичівки.

### Критика

Софрон Недільський

Перший том прорецензував 1885 року К. В. Шейковський, визначивши такі переваги:
- Словник ґрунтується на багатьох джерелах, що їх упорядник використав сумлінно й критично;
- У словнику подано назв річок, місцевостей, у яких часто збережено старовинні риси, що можуть пролити світло на походження слів.

Серед недоліків К. В. Шейковський зазначив, що:
- Деякі слова лишилися без пояснення;

- Не можна під одним реєстровим словом подавати похідні слова, бо важко, наприклад, здогадатися, що під словом гала́й треба шукати й слово галати́н;

- У багатьох словах наголос неправильно визначено (Дви́на, двига́тель, дворя́нин, Дніпе́р, горли́ця, ба́шка тощо);
- Помітні пропуски деяких слів (гордування, змальовувати, знахідка, заплішка тощо);
- Багато подано іншомовних слів, зокрема польських.

Загальну й не зовсім справедливу характеристику словникові Є. Желехівського дав 1889 року П. Г. Житецький. О. М. Пипін «Малоруско-нїмецкий словар» назвав кращим словником української мови за ввесь попередній час. Б. Грінченко засвідчив також певні недоліки:
- Наявність багатьох невикористовуваних російських слів (алти́н, бакша́, балагу́рити, ба́рин, вижига́ти, вдохнове́нє, в-одино́чку, дневни́к, до́вжний, жи́лище тощо);
- Наявність «незручних і недотепних фразеологізмів» (бажа́нт, бази́ч «базікало», винаше́лець «винахідник» тощо);
- У словах, узятих із творів східноукраїнських письменників, неправильно подекуди визначено наголос (лібе́рал, міна́, незмуче́ний, вигра́ш, вида́вниця тощо).

|                      | Та все ж, не вважачи на ті вади, словар Желехівського був, як на свій час, коштовним здобутком української лексикографії, бо тут уперше зведено по альфабету та пояснено велику кількість слів, і досі нема ні одного друкованого словаря, що переважив би в сьому словар Желехівського; треба ще завважити, що й досі сей словар є єдиним, який може пособити європейському читатчеві ознайомитися з українською мовою й письменством. |
| — Б. Грінченко, 1905 | |

## Сутність
Усього словник містить близько 65 тисяч українських слів, уживаних як на Заході, так і на Сході України. Таким чином, у цьому словнику було зібрано найбільше слів, було подано стільки лексичного матеріалу, скільки його містили всі попередні словники, разом узяті.
Усього було використано записи 92 осіб і 132 друковані джерела. Ними були:
- Опубліковані до 1885 року твори українських письменників;
- Збірки народної творчості;
- Записи лексики української народної мови впорядниками словника та різними особами.

У кожному слові позначено наголос.